# Cochilius
Cochilius è un genere estinto di mammiferi notoungulati, appartenente ai tipoteri. Visse tra l'Oligocene superiore e il Miocene inferiore (circa 25 - 18 milioni di anni fa) e i suoi resti fossili sono stati ritrovati in Sudamerica.

## Descrizione
Questo animale doveva assomigliare vagamente a una marmotta, e comunque aveva l'aspetto di un roditore terricolo di medie dimensioni. Il cranio (lungo fino a 10 centimetri) e lo scheletro presentano caratteristiche che si riscontrano anche in altri animali simili contemporanei o leggermente successivi, come Interatherium e Protypotherium. Nelle proporzioni generali del cranio (grande e basso) Cochilius ricordava Interatherium, ma in alcune caratteristiche si avvicinava di più a Protypotherium, ad esempio nel grande sviluppo del muso e nella posizione mediana delle orbite. Il sinus epitimpanico era leggermente spugnoso. Le zampe anteriori ricordavano quelle di Interatherium, ed erano più gracili di quelle di Protypotherium. Le ossa metacarpali erano più lunghe e sottili di quelle di Interatherium. Gli incisivi erano corti e robusti, mentre i molari erano dotati di una corona bassa (brachidonte).

## Classificazione
Il genere Cochilius venne descritto per la prima volta nel 1902 da Florentino Ameghino, sulla base di resti fossili ritrovati in terreni del Miocene inferiore in Patagonia (Argentina). La specie tipo è Cochilius volvens, ma Ameghino descrisse altre specie (C. columnifer, C. pendens) sempre provenienti dal Miocene inferiore patagonico. In seguito, George Gaylord Simpson descrisse la specie C. fumensis da Cerro del Humo (provincia di Chubut, Argentina) da terreni un poco più antichi (Oligocene superiore).
Cochilius appartiene ai tipoteri, un gruppo di mammiferi notoungulati che si svilupparono nel corso del Cenozoico in Sudamerica, andando a occupare varie nicchie ecologiche che nel resto del mondo erano occupate principalmente dai roditori. Cochilius sembrerebbe essere stato un membro piuttosto derivato della famiglia Interatheriidae.